# Сомай, Синдзи
Синдзи Сомай (яп. 相米慎二 13 января 1948, Мориока — 9 сентября 2001, Исехара, Канагава) — японский кинорежиссёр и продюсер, снявший 13 фильмов в 80-х и 90-х годах. 

## Биография
На Каннском кинофестивале 1993 года его фильм «переезд» был показан в разделе «определенное отношение к ООН».Его фильм 1998 года, Wait and See , получил приз FIPRESCI на 49-м Берлинском международном кинофестивале в 1999 году.

## Фильмография
- Пара Тонда (1980)
- Матросский костюм и пулемет (1981)
- П. П. Райдер (1983)
- Улов (1983)
- Любовный отель (1985)
- Тайфун-Клуб (1985)
- Lost Chapter of Snow: Passion (1985)
- Светящаяся Женщина (1987)
- Tokyo Heaven (1990)
- Переезд (1993)
- Друзья (1994)
- Wait and See (1998)
- Каза-хана (2000)